# Pirydyna
Pirydyna – organiczny, heterocykliczny związek chemiczny z grupy azyn o aromatycznym, sześcioczłonowym pierścieniu.
Jest to bezbarwna ciecz, o charakterystycznym zapachu, mieszająca się z wodą w każdym stosunku. Jest silnie higroskopijna. Z wodą tworzy monohydrat, różniący się właściwościami od czystej pirydyny. Ma właściwości słabo zasadowe, z mocnymi kwasami tworzy krystaliczne sole pirydyniowe. W reakcji pirydyny z halogenoalkanami powstają czwartorzędowe sole amoniowe. Produktem całkowitego uwodornienia pirydyny jest piperydyna. Pirydyna jest otrzymywana ze smoły pogazowej lub na drodze syntetycznej z acetylenu i kwasu cyjanowodorowego.
Obecność pirydyny stwierdzono w bardzo wielu roślinach, często ma ona wpływ na zapach organów, w których występuje. Pierścień pirydynowy obecny jest w wielu istotnych związkach organicznych, takich jak witamina PP i B6.

## Właściwości chemiczne
Pod względem strukturalnym pirydyna jest podobna do benzenu z podstawionym jednym atomem węgla na azot. Pirydyna stosowana jest do skażania alkoholu etylowego przeznaczonego do celów przemysłowych (denaturat). Pirydyna zawiera przy atomie azotu wolną parę elektronową, która nie bierze udziału w tworzeniu zdelokalizowanego sekstetu elektronowego, determinującego aromatyczny charakter cząsteczki.

## Otrzymywanie
Pirydyna była początkowo otrzymywana w wyniku ekstrakcji ze smoły pogazowej. Obecnie jest syntezowana z formaldehydu, amoniaku i acetaldehydu, co zostało zobrazowane na poniższej reakcji:
CH
2O + NH
3 + 2CH
3CHO → C
5H
5N + 3H
2O + H
2
Proces ten nazywany jest w literaturze syntezą Cziczibabina, w której produktem pośrednim jest akroleina. Metoda ta odegrała znacząca rolę w otrzymywaniu pirydyny na skalę przemysłową. Przykładowo w 1989 za jej pomocą wyprodukowano na całym świecie około 26 tys. ton tego związku. Kondensacja amoniaku i różnorodnych związków nienasyconych prowadzi do otrzymania alkilowych oraz arylowych pochodnych pirydyny, np. pochodnych metylowych, takich jak pikoliny oraz lutydyny.
Innym sposobem otrzymywania pirydyny jest metoda Hantzscha. Jest to reakcja pomiędzy aldehydami, β-ketoestrami oraz donorami azotu. W przypadku syntezy pirydyny jest to reakcja pomiędzy formaldehydem, acetylooctanem etylu oraz amoniakiem lub octanem amonu. Początkowym produktem reakcji jest dihydropirydyna, która później zostaje utleniona do pirydyny.

## Reaktywność

### Właściwości zasadowe
W większości reakcji organicznych pirydyna zachowuje się jak typowa amina trzeciorzędowa i może tworzyć stabilne sole organiczne. Atom azotu ulega protonowaniu, alkilowaniu, acetylowaniu oraz N-oksydacji (do N-tlenku pirydyny). Ponadto jako związek aromatyczny pirydyna może ulegać reakcjom substytucji elektrofilowej i nukleofilowej.

Kation pirydyniowy

Atom azotu w pierścieniu pirydynowym ma jedną wolną parę elektronową determinującą jego zasadowy charakter. Ponieważ para ta nie ulega delokalizacji, może być ona akceptorem protonu, podobnie jak atomy azotu w aminach trzeciorzędowych. Wartość pKa dla sprzężonego kwasu PyH+
 wynosi 5,21. W wyniku protonowania pirydyny powstaje aromatyczny kation pirydyniowy. Dokładne badania krystalograficzne wykazały, że zarówno w przypadku cząsteczki pirydyny, jak i kationu pirydyniowego długości wiązań oraz kąty pomiędzy nimi są niemal takie same Ponadto kation pirydyniowy jest izoelektronowy z benzenem.

### Nukleofilowość
Pirydyna jest silnym nukleofilem, jej liczba donorowa wynosi 33,1. Jest łatwo atakowana przez czynniki elektrofilowe co prowadzi do powstawania soli alkilopirydyniowych. Przykładem takiego związku może być chlorek cetylopirydyniowy, będący kationowym surfaktantem o właściwościach dezynfekujących oraz antyseptycznych. W ogólności sole pirydyniowe mogą być łatwo uzyskane poprzez wykorzystanie reakcji Zinckego, polegającej na transformacji pirydyny w sól przy użyciu 2,4-dinitrochlorobenzenu.
Związki o deficycie elektronów tworzą z pirydyną związki kompleksowe, w których pirydyna jest donorem elektronów. Związkiem tego typu, mającym duże znaczenie praktyczne, jest kompleks pirydyna-boran, C
5H
5N−BH
3 (t. topn. 10–11 °C, CAS 110-51-0), będący łagodnym reduktorem o większej stabilności niż NaBH
4. Związek ten ponadto wykazuje lepszą rozpuszczalność w aprotycznych rozpuszczalnikach organicznych. Natomiast kompleks C
5H
5N−SO
3 (t. topn. 155 °C, CAS 26412-87-3) stanowi dobry odczynnik sulfonujący, umożliwiający konwersję alkoholi do sulfonianów.

### Działanie jako ligand

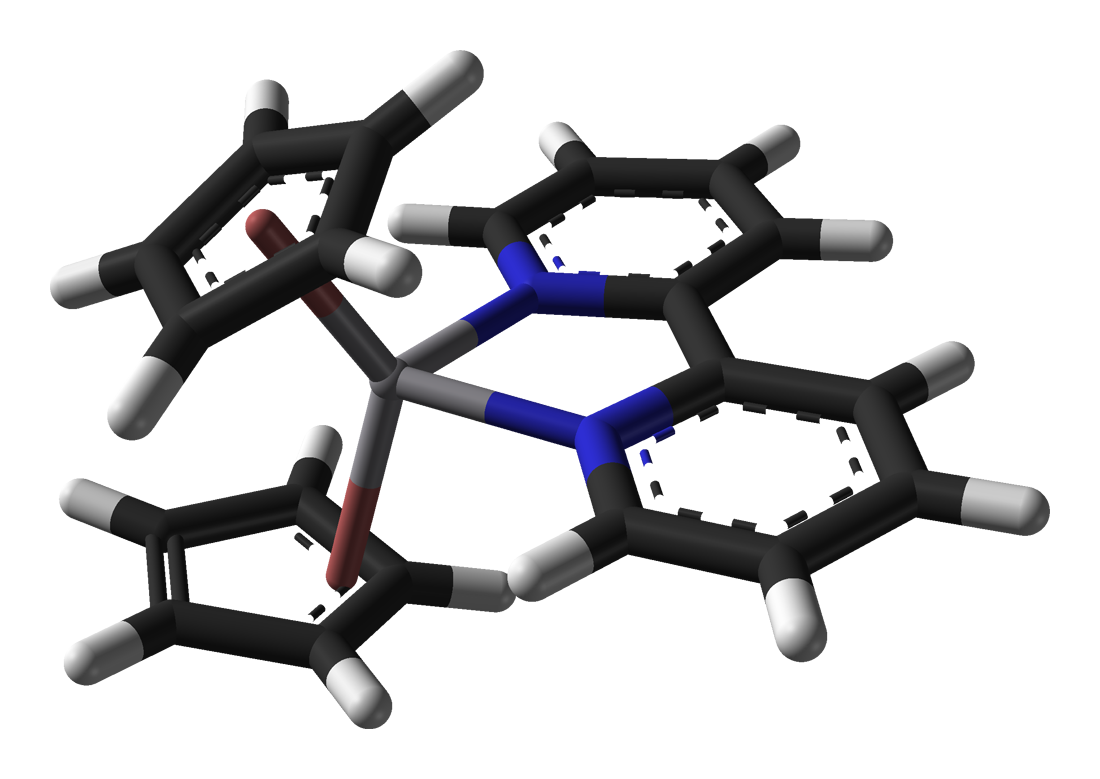
Przykład kompleksu wanadu, zawierającego bipirydynę

W chemii koordynacyjnej pirydyna jest często wykorzystywanym ligandem. Ponadto duże znaczenie odgrywają zdolności chelatujące 2,2′-bipirydyny oraz innych wielopierścieniowych pochodnych pirydyny

### Reakcje nukleofilowe w obrębie pierścienia
Nukleofilowe podstawienie aromatyczne zachodzi w pozycjach C-2 oraz C-4. Przykładem może być reakcja Cziczibabina, w której pirydyna reaguje z amidkiem sodu tworząc 2-aminopirydynę. Z kolei w reakcji Emmerta pirydyna reaguje z ketonami R1
R2
C=O w obecności glinu lub magnezu oraz chlorku rtęci(II), w wyniku czego w pozycji 2 pierścienia wstawiana jest grupa −CR1
R2
OH.

## Zastosowania

### Synteza organiczna
Pirydyna stanowi popularnie stosowany rozpuszczalnik w syntezie organicznej. Przykładem reakcji odbywających się w środowisku pirydyny jest kondensacja Knoevenagla. Zaletą pirydyny jest mieszalność z innymi rozpuszczalnikami, takimi jak heksan, DMF oraz woda. Pirydyna stosowana jest też jako katalizator zasadowy i nukleofilowy.
Deuterowana pirydyna jest stosowana do rozpuszczania próbek w spektroskopii NMR.
Ponadto sama pirydyna jest związkiem wyjściowym do syntezy wielu insektycydów, herbicydów, leków, barwników oraz materiałów wybuchowych.

### Chemia analityczna
Pirydyna wraz z kwasem barbiturowym jest stosowana w kolorymetrycznym oznaczaniu stężenia cyjanków. Pirydyna reaguje z chlorocyjanem (powstającym we wcześniejszym etapie reakcji z chloraminą T), tworząc czerwony związek zawierający także dwie cząsteczki kwasu barbiturowego. Intensywność zabarwienia jest proporcjonalna do stężenia cyjanku.
Pirydyna była pierwotnie często stosowana w miareczkowaniu wody metodą Karla Fischera, jednakże obecnie jest ona zastępowana przez imidazol, który wykazuje bardziej zasadowe właściwości oraz brak przykrego zapachu.

## Bezpieczeństwo i wpływ na środowisko naturalne
Pirydyna wykazuje szkodliwe własności w przypadku połknięcia, inhalacji lub kontaktu ze skórą. W przypadku ostrego zatrucia objawami są oszołomienie, ból głowy, mdłości oraz spadek łaknienia. Późniejsze objawy to bóle brzucha oraz zator płucny. Obecnie rozważa się możliwe działanie rakotwórcze tego związku chemicznego; przeprowadzone badania nie dały przekonującej odpowiedzi czy pirydyna działa w ten sposób na organizm człowieka, jednakże niektóre testy przeprowadzone na zwierzętach potwierdzają działanie rakotwórcze.
Zgromadzone dane wskazują, że długotrwała ekspozycja na pirydynę w wodzie pitnej prowadzi do spadku ruchliwości plemników u myszy i wydłuża okres cyklu płciowego u samic szczurów. Średnia dawka śmiertelna dla szczura (doustnie) wynosi 891 mg/kg.
Pirydyna odznacza się łatwopalnością.
Pirydyna jest rozkładana przez bakterie do amoniaku i dwutlenku węgla.